# Siringkit Jae
Siringkit Jae is een bestuurslaag in het regentschap Padang Lawas Utara van de provincie Noord-Sumatra, Indonesië. Siringkit Jae telt 75 inwoners (volkstelling 2010).